# لويجي سيرافيني
لويجي سيرافيني (بالإيطالية: Luigi Serafini)‏ (ولد في 4 أغسطس 1949 في روما) هو فنان إيطالي ومهندس معماري ومصمم ومصور. وأفضل أعماله المعروفة هي مخطوطة سيرافيني، وهي موسوعة مصورة لأشياء خيالية مكتوبة بلغة اصطناعية لم يتم فك رموزها حتى الآن بأحرف مصطنعة بنفس القدر. تم نشره لأول مرة في عام 1981 من قبل ناشر ميلان فرانكو ماريا ريتشي.

## النشأة
بعد إنهاء دراسته في الهندسة المعمارية في ميلانو ، عمل سيرافيني كمصمم لمكتب Ettore Sottsass ، للتلفزيون الإيطالي، للأفلام الروائية المختلفة، بما في ذلك فيديريكو فيليني La Voce della Luna، ومصمم أزياء.